# Frontpagestory
frontpagestory（フロントページストーリー）は2000年代前半に活動した日本のエモ、メロコア、インディー・ロックバンドである。

## 概要
The Get Up Kids,Sunday's Best,BrandstonなどのUSバンドに影響を受けた和製エモコアサウンドと、当時まだ黎明期であった日本エモコアシーンにて評価を得た。

## 経歴
2001年、元WishingWellのManabe、Iwamoto、元StomacsideのNakada、当時Not Yetで活動していたAsamiの4人で結成。
2002年、STARSTARTS Records のオムニバス、「V.A/UNITY！2」に参加。
同年、RUN RUN RUN Records のオムニバス、「この千円に悔いなし～準決勝～」に参加。
2004年、/D/stolemybearとのスプリットCDをTouch Me Not Reordsよりリリース。
同年、シングル「my mind will start at friday」をTouch Me Not Reordsよりリリース。
同年、Sub Speakerで活動していたShin Nagaharaが加入。
2005年3月、武蔵境Stattoにてラストライブ、解散。

## メンバー
- Kosuke Manabe（Vocal&Guitar）
- Yusuke Nakada (Vocal&Guitar&Keyboard)
- Shinsuke Iwamoto（Bass&Chorus）
- Shin Nagahara (Guitar)
- Noboru Asami(Drums)

## ディスコグラフィー

### アルバム
1. /D/stolemybear frontpagestory（2005年Touch Me Not Records TMN-001）

### シングル
1. my mind will start at friday（2005年Touch Me Not Records TMN-002）

### オムニバス
1. STARSTARTS Records「V.A/UNITY！2」
2. RUN RUN RUN Records 「この千円に悔いなし～準決勝～」